# Cimbalarija
Cimbalarija (klobučić; lat. Cymbalaria), biljni rod iz porodice trpučevki. Rod se sastoji se od 17 vrsta raširenih po Sredozemlju, pa na istok preko Turske do Irana..
U Hrvatskoj postoje dvije vrste, sitnočaškasti klobučić (C. microcalyx) i zidni klobučić (C. muralis).

## Vrste
1. Cymbalaria acutiloba (Boiss. & Heldr.) Speta
2. Cymbalaria aequitriloba (Viv.) A.Chev.
3. Cymbalaria bakhtiarica Podlech & Iranshahr
4. Cymbalaria ebelii (Cufod.) Speta
5. Cymbalaria fragilis (Rodr.) A.Chev.
6. Cymbalaria glutinosa Bigazzi & Raffaelli
7. Cymbalaria hepaticifolia (Poir.) Wettst.
8. Cymbalaria longipes (Boiss. & Heldr.) A.Chev.
9. Cymbalaria microcalyx (Boiss.) Wettst.
10. Cymbalaria minor (Maire & Petitm. ex Cufod.) Speta
11. Cymbalaria muelleri (Moris) A.Chev.
12. Cymbalaria muralis G.Gaertn., B.Mey. & Scherb.
13. Cymbalaria pallida (Ten.) Wettst.
14. Cymbalaria paradoxa (Greuter) Carnicero
15. Cymbalaria pluttula (Rech.f.) Speta
16. Cymbalaria pubescens (C.Presl) Cufod.
17. Cymbalaria spetae Carnicero
18. Cymbalaria ×beguinotii (Cufod.) Ruch